# Dendrobium sanderianum
Dendrobium sanderianum är en orkidéart som beskrevs av Robert Allen Rolfe. Dendrobium sanderianum ingår i släktet Dendrobium, och familjen orkidéer. Inga underarter finns listade i Catalogue of Life.